# Timorodes catagrapha
Timorodes catagrapha är en fjärilsart som beskrevs av Turner 1903. Timorodes catagrapha ingår i släktet Timorodes och familjen trågspinnare. Inga underarter finns listade i Catalogue of Life.